# Коли (национальный парк)
Национа́льный парк Ко́ли (фин. Kolin kansallispuisto) — национальный парк в Восточной Финляндии в провинции Северная Карелия, основан в 1991 году, находится под управлением Главного лесного управления Финляндии (фин. Metsähallitus). Парк расположен на западном берегу озера Пиелинен (фин. Pielinen), на территории муниципалитетов Йоэнсуу, Лиекса и Контиолахти. Площадь парка — 30 км². Парк знаменит сопкой Коли (фин. Koli), которая является его живописным ландшафтным центром и самой высокой точкой цепи горных возвышенностей Восточной Финляндии. Её высота — 347 метров над уровнем моря и 253 метра над поверхностью озера Пиелинен. Другими вершинами этой цепи являются Акка-Коли (339 м), Паха-Коли (334 м), Ипатти (314 м), Мякря (313 м), Паймененваара (276 м), Яухоланваара и Весиваара. Природные виды Коли входят в список национальных пейзажей Финляндии.

## История
Археологические находки показывают, что люди в Коли занимались охотой и собирательством уже в каменном веке. Последующие следы человеческого присутствия обнаруживаются только в XVII веке. Территория использовалась для подсечно-огневого земледелия, главным образом выращивалась рожь, которая в XVII веке была главной зерновой культурой и ведущим экспортным товаром Финляндии. Также жители занимались рыболовством, охотой и скотоводством.
Постоянные жители на территории нынешнего национального парка появились только в середине XVIII века, и уже в конце XVIII века была выдвинута идея развития туризма в деревне Коли. Посетители сначала размещались в деревенских домиках, но в 1896 году финское туристическое объединение начало заботиться о дальнейшем расселении гостей, об их комфорте и уюте. Ежегодное число посетителей в XIX веке в среднем составляло около 500 человек в год. В 1907 году финское государство выкупило земли будущего национального парка, и возможности развития туризма резко возросли. С 1914 года было организовано водное транспортное сообщение между Вуонислахти (фин. Vuonislahti) и Коли на катере. В 1924 году по статистике железнодорожного транспорта в Коли пассажиропоток составил 6000 туристов. По данным гостевых книг за 1925 год, Коли посетило 1643 туриста. Через 10 лет количество туристов увеличилось до 2310. В 1930 году была завершена постройка горной дороги-серпантина с автомобильной парковкой в конце. В конце 1930 года была создана трасса для любителей горнолыжного спорта, что привело к резкому росту числа туристов.
Во время Второй мировой войны и в 1950-е годы туристическое использование территории Коли было приостановлено, однако уже в 1960-е годы снова стал наблюдаться приток большого количества туристов, и на развитие туризма у финского государства появились большие планы. В 1970-е годы из-за энергетического кризиса уровень туризма в Коли снова упал, однако в 1980-е у регионального туризма открылось второе дыхание, и в развитие инфраструктуры были вложены значительные инвестиции, что привело к увеличению ежегодного числа посетителей до 100 тысяч человек. В 1991 году Коли был присвоен официальный статус национального парка .

## Геология
Горная цепь Коли образовалась 1,8 млрд лет назад. Она состоит из двух частей. Первая часть сложена из гранитно-гнейсового основания возрастом более 3 млрд лет. Вторая часть — из карельского сланца, который сформировался на миллиард лет позже. Нижняя часть сланцев — кварциты. В земной коре и на её поверхности происходит постоянное движение, что является причиной изменения рельефа. Продолжительный геологический процесс заложил основу сегодняшнего национального ландшафта.
Местные скалы, под названием Колинваара, состоят большей частью из кварца и являются реликтами карелидов. В национальном парке Коли существует гряда, вершины которой заметны над поверхностью воды в виде цепи островов Хиеккасаари (фин. Hiekkasaari), Вялисаари (фин. Välisaari), Пиени-Корппи (фин. Pieni-Korppi), Исо-Корппи (фин. Iso-Korppi) и Лайтосаари (фин. Laitosaari). Гряда образовалась в результате минерального отложения талыми водами ледника. Карельские складчатые горы были сглажены под влиянием воды, воздуха и температуры. Высокие вершины горной цепи образованы твёрдыми кварцитами. Минеральный состав белого кварцита: 85-95 % диоксида кремния, 5-15 % слюды и кианита.
На южной окраине национального парка расположена Z-образная 34-метровая узкая пещера, более известная как «церковь дьявола» (фин. Pirunkirkko). Древние карелы верили, что именно здесь находится жилище черта, и его можно было здесь увидеть, пройдя вглубь пещеры.
Особенности рельефа и живописные виды на озеро Пиелинен и острова, открывающиеся с вершин, превращают парк Коли в привлекательный объект для панорамной пейзажной фотосъёмки.

## Флора
Растительность национального парка богата и разнообразна. Склоны горной гряды покрыты лесами, в которых растёт пышная трава. В лесах встречаются огромные ели, осины, сосны и березы. В некоторых лесных уголках национального парка, где микроклиматические и почвенные условия наиболее благоприятны, в окружении обычных здесь хвойных и мелколиственных пород деревьев произрастают редкие для этих краёв липы. В лесах, богатых травами, встречается редкое травянистое растение калипсо с запахом ванили. Леса обычно покрыты снегом уже с середины ноября до середины мая. На холмах восточного берега озера Пиелинен растёт еловый лес, в котором наблюдается наиболее мощный снежный покров, что является особенностью национального парка Коли. На склонах холмов западного берега растут сосняки. В еловом лесу встречается иглистый шиповник, который обычен на территории Северной Карелии. Также на территории парка растёт ятрышник из семейства орхидных. В лесных сообществах широко распространён многолетний папоротник гроздовник полулунный. Луговыми растениями можно любоваться летом, с июля по август.

## Фауна
Флора и климат национального парка прекрасно подходит для обитания животных. В смешанных лесах живут белки-летяги, куницы, горностаи, полевки, зайцы, рыси, лоси и медведи. Встречаются и редкие виды, такие как чёрная землеройка, лесной лемминг и гребенчатый тритон, находящийся под угрозой исчезновения. В северной части парка распространены птицы: глухари, тетерева, рябчики, скопы, синехвостки и клуши. В озере водятся ряпушки, сиги, щуки и окуни. Национальный парк «Коли» является домом для беспозвоночных, таких как плоские жуки Aradus laeviusculus и улитки Bulgarica cana, которые в Финляндии живут только в «Коли». Также здесь обитает более 717 различных видов бабочек.

## Климат
Так как парк характеризуется резким перепадом высот, на его территории имеются достаточно выраженные климатические различия. Летом влага, которая поднимается с озера Пиелинен, конденсируется в виде тумана или дождя на восточном склоне гор. При подъёме вверх по горам температура воздуха падает. Лесной покров в Коли сплошной и обнаруживается даже на вершинах, несмотря на прохладный климат.

## Туристическая инфраструктура
Туристы отдыхают в Коли уже больше века (первый домик для постояльцев был построен в 1896 году): апартаменты и коттеджи (2300 единиц) Укко-Коли и Лома-Коли высокого качества и удобны для проживания.

### Горные лыжи и сноуборд
В настоящее время в парке «Коли» работают два горнолыжных курорта: Лома-Коли (фин. Loma-Koli) для семейного катания и Укко-Коли (фин. Ukko-Koli) для любителей экстремального спуска и опытных горнолыжников. В Укко-Коли три подъёмника и шесть горнолыжных трасс, некоторые из них считаются самыми высокими в Финляндии. Самый большой перепад высот составляет 230 метров, а длина горнолыжных склонов достигает 1,5 км. В Лома-Коли четыре подъёмника и шесть лыжных трасс. Наибольший перепад высот составляет там 145 метров, а длина склона — 1 км. Два склона предназначены для сноубордистов. Есть также снежные замки для детей. В год парк посещают около 140 тысяч туристов.

### Снегоступы
В «Коли» проложено несколько маршрутов разной протяжённости и сложности, которые можно пройти на снегоступах.

### Лыжные походы
В парке более 50 км лыжных маршрутов, 22 из них освещены.

### SPA-отдых
В Koli Relax Spa для посетителей доступны сауны с панорамным видом, гидромассаж, спа-процедуры, светозвуковой бассейн с мелодиями Сибелиуса и тёплые ванны под открытым небом.

### Прогулки верхом
Круглый год в «Коли» организуются экскурсионные конные прогулки по нескольким маршрутам и обучение верховой езде на исландских лошадях.

### Рыбалка
В озере на территории парка можно ловить рыбу удочкой или заниматься подледной ловлей. Для остальных видов рыбалки необходима лицензия.

### Пикник
В парке оборудованы специальные площадки для пикников и разведения костров с дровницами и биотуалетами.

### Ягоды и грибы
Все дары природы — чернику, бруснику, клюкву, малину и другие ягоды, а также грибы — можно свободно собирать в национальном парке.

### Велопрогулки
В парке проложены веломаршруты разного уровня сложности.

### Сплавы
Для водного путешествия по озеру Пиелинен подойдут каноэ, каяки и байдарки. Вдоль водных маршрутов оборудованы стоянки. С 15 мая по 17 июля, в период гнездования птиц, движение по озёрам ограничено.

## Пешие маршруты
В «Коли» более 80 км пешеходных троп различного уровня сложности. Длина маршрутов — от 1,5 до 61 км. Тропы можно освоить самостоятельно или с гидом визит-центра «Укко».

### Горная тропа Huippujen kierros
Протяжённость 1,4 км. Увлекательный маршрут по вершинам Укко-Коли (Ukko-Koli), Акка-Коли (Akka-Koli) и Паха-Коли (Paha-Koli) с крутыми подъёмами и потрясающими видами. Тропа идёт от визит-центра Ukko, зимой её можно пройти на снегоступах.

### Лесная тропа Kasken kierros
Протяжённость 3 км. Красивый лесной маршрут вдоль озера, проложенный среди вековых деревьев, папоротников и орхидей.

### Маршрут Herajärven kierros
Протяжённость 30-61 км. Многодневный живописный маршрут вокруг озера ведёт от рощ с журчащими ручьями к скалам и древним лесам.

## Достопримечательности
1. Вершины «Коли»: Укко-Коли (Ukko-Koli), Акка-Коли (Akka-Koli) и Паха-Коли (Paha-Koli), с которых открываются великолепные панорамные виды.
2. Старинные фермы «Оллила» (Ollila) и «Маттила» (Mattila) расположены на цветочных лугах, для сохранения которых используется только подсечно-огневое земледелие и косьба. Здесь можно ближе познакомиться с домашними животными.
3. «Церковь дьявола» Pirunkirkko — 33‑метровая пещера в форме буквы Z, овеянная множеством мистических легенд, расположена у береговой дороги Rantatie, в 12 км к югу от посёлка Коли.
4. Расщелина в скале «Ухрихалкеама» Uhrihalkeama. О духе, живущем в расщелине для жертвоприношений, ходит много легенд. Говорят, сюда столетиями бросали монеты, чтобы задобрить духа, а одна молодая девушка отдала все свои богатства в обмен на девичье счастье.
5. Кафе-ресторан Alamaja в порту Коли славится лучшей местной кухней. В его здании находится выставка, посвящённая культуре и традициям рыболовства на озере Пиелинен.
6. Kolin Ryynänen — уютное кафе с домашней кухней в центре деревни Коли, недалеко от парка, где также расположены резиденция художников и музей.
7. Природные экспозиции и фотовыставки проходят круглый год в визит-центре «Укко». Здесь также есть пункт информации и сувенирная лавка.

## Места для ночёвки

### В палатке
В парке оборудованы специальные площадки с кострищем и биотуалетом, где можно остановиться с палатками на несколько дней.

### В избушке
На территории парка имеются лесные избушки, в которых можно переночевать за небольшую плату.

### В коттедже или гостинице
В окрестностях национального парка находятся отели и сдаются в аренду коттеджи.

## Правила нахождения в национальном парке

### Разведения костров
Разведение огня в парке допускается только в специально предназначенных для этого местах. Здесь есть жаровни, заготовлены дрова.

### Мусор
В парке нельзя оставлять мусор. Горючие отходы можно сжечь в костре, пищевые отходы выбросить в биотуалет, прочий мусор — вынести к специальным контейнерам, расположенным у входа в парк.

### Животные
Домашних животных можно выгуливать в парке только на поводке.

### Транспортные средства
В национальном парке не передвигаются на автомобиле. Машины оставляют на парковках, расположенных у входов в парк.